# Birger von Hall
Birger von Hall (före adlandet Hall), född 6 september 1788 i Västerås, död 1 mars 1865 på Flämslätt i Eggby socken, var en svensk militär.
Birger von Hall var son till provinsialläkaren Birger Martin Hall och Anna Engel Schenström. Han blev kadett vid Krigsakademien på Karlberg och slutförde kursen 1808. Hall blev fanjunkare vid Västgöta dragonregemente 1808 och samma år kornett där, förste adjutant vid Norra skånska infanteriregementet 1811, transporterad till Västgöta regemente 1812, kapten i armén 1813, kapten vid Västgöta regemente 1818, major 1824 och överstelöjtnant 1829. Han blev överste vid Västgöta regemente 1840 och var chef för regementet 1842–1858. Hall adlades 1858 med introduktion på riddarhuset samma år och blev generalmajor 1859. Samma år erhöll han avsked från militärtjänsten. Han deltog i fälttåget i Tyskland och Belgien 1813–1814 och fälttåget i Norge 1814
Birger von Hall blev 1826 riddare och 1854 kommendör av Svärdsorden samt riddare av Dannebrogorden 1848. Han vilar på Öglunda kyrkogård.

## Utmärkelser
- Riddare av Svärdsorden,  1826
- Riddare av Dannebrogorden,  1848
- Kommendör av Svärdsorden,  1854

[Redigera Wikidata]